# 梅仙镇 (尤溪县)
梅仙镇，是中华人民共和国福建省三明市尤溪县下辖的一个镇。

## 行政区划
梅仙镇下辖以下地区：
九都社区、梅仙村、梅营村、坪寨村、谢坑村、科第村、半山村、汶潭村、通演村、南洋村、经通村、源湖村、玉石村、小蕉村、蕉坑村、双峰村、东头村、东坪村、乾美村、登第村、下保村、龙云村、云林村和丈际村。